# Воробьёвская волость (Богучарский уезд)
Воробьёвская волость — историческая административно-территориальная единица Богучарского уезда Воронежской губернии с центром в слободе Воробьевка.
По состоянию на 1880 год состояла из 5 поселений, 3 сельских общин. Населения — 7504 человека (3732 мужского пола и 3772 — женской), 3117 дворовых хозяйств.
|                       | Площадь, десятин | В том числе пахотной, дес. |
| --------------------- | ---------------- | -------------------------- |
| Сельских общин        | 23937            | 19187                      |
| Частной собственности | 289              | 150                        |
| Другой собственности  | 245              | 245                        |
| В общем               | 24471            | 19582                      |

Основные поселения волости на 1880 год:
- Воробьевка — бывшая государственная слобода при реке Толучеевка за 95 верст от уездного города, 5771 лицо, 927 дворов, 2 православные церкви, 5 лавок, 66 ветряных мельниц, 4 ярмарки в год.
- Квашино — бывшая государственная слобода, 985 человек, 134 двора, православная церковь, 16 ветряных мельниц, торжища.

По данным 1900 году в волости насчитывалось 9 поселений с преимущественно украинским населением, 3 сельских общества.
В 1915 году волостным урядником был Иосиф Павлович Кривошеев, старшиной был Василий Захарович Ищенко, волостным писарем — Иван Андреевич Бианцев.